# 利特爾頓鎮區 (伊利諾伊州斯凱勒縣)
利特爾頓鎮區（英語：Littleton Township）是位於美國伊利諾伊州斯凱勒縣的一個行政鎮區。

## 地方資料
根據2010年美國人口普查的數據，利特爾頓鎮區的面積為94.60平方千米，當中陸地面積為94.60平方千米，而水域面積為0.00平方千米。當地共有人口309人，而人口密度為每平方千米3.27人。